# Campagne du Centre
Batailles
m
- La Hogaza (es)
- Flecheras (es)
- Calabozo (es)
- La Uriosa
- El Sombrero
- La Puerta
- Ortiz (es)
- Cojedes (es)
- Laguna de los Patos

La campagne du Centre est une campagne militaire entreprise par Simón Bolívar entre 1817 et 1818, avec pour objectif la prise de Caracas.

## Contexte
Les patriotes vénézuéliens ont mené à bien la Campagne de Guyane de 1817, et dans l'Apure José Antonio Páez domine la région. Bolívar désire profiter de cette situation favorable pour achever la Guerre d'indépendance du Venezuela par une offensive décisive sur la province de Caracas, en détruisant l’armée pacificatrice espagnole de Pablo Morillo sur son passage.

## Déroulement
Bolívar commence de rassembler ses troupes à la fin de l'année 1817, mais la déroute de Pedro Zaraza (es) à La Hogaza (es) contraint le Libertador à suspendre ses opérations.
Au début de 1818, Bolívar fait route avec son armée jusqu'à l'Apure, en suivant le cours de l'Orénoque. À son arrivée, il rencontre le général José Antonio Páez, chef des patriotes de l'Apure, dans l'hacienda Cañafistola. Grossie par les troupes irrégulières (formées par les Llaneros : cavaliers et paysans cultivateurs de grenade dans les plaines de Colombie et du Venezuela), l'armée de Bolívar compte alors 4 300 hommes, d'infanterie et de cavalerie.
Après la traversée du río Apure, Bolívar progresse jusqu'à Calabozo, où les patriotes obtiennent une grande victoire sur les Espagnols le 12 février. Bolívar poursuit Morillo dans les vallées de l'Aragua, et parvint à La Victoria. 
Mais la retraite de Paez vers San Fernando et l'union des troupes de Morillo et de Calzada fait pencher la balance en faveur des Espagnols, qui contre-attaquent à la Bataille de La Puerta et poursuivent Bolívar jusque dans l'Apure.

## Conséquence
Le revers subi par Bolívar encourage Morillo à maintenir la pression et à attaquer les républicains dans leur base arrière des llanos de l'Apure. Cette offensive est appelée la campagne d'Apure.